# 아키타 현립 미술관 히라노 마사키치 컬렉션
아키타 현립 미술관 히라노 마사키치 컬렉션(일본어: 秋田県立美術館 平野政吉コレクション)은 일본 아키타현 아키타시에 있는 미술관이다. 1930년대를 중심으로 한 후지타 쓰구하루의 작품을 많이 소장하고 있으며, 이 소장품의 대부분은 후지타와 친분이 있던 아키타의 자산가이자 수집가인 히라노 마사키치(1895 - 1989)의 수집품이다.

## 사진

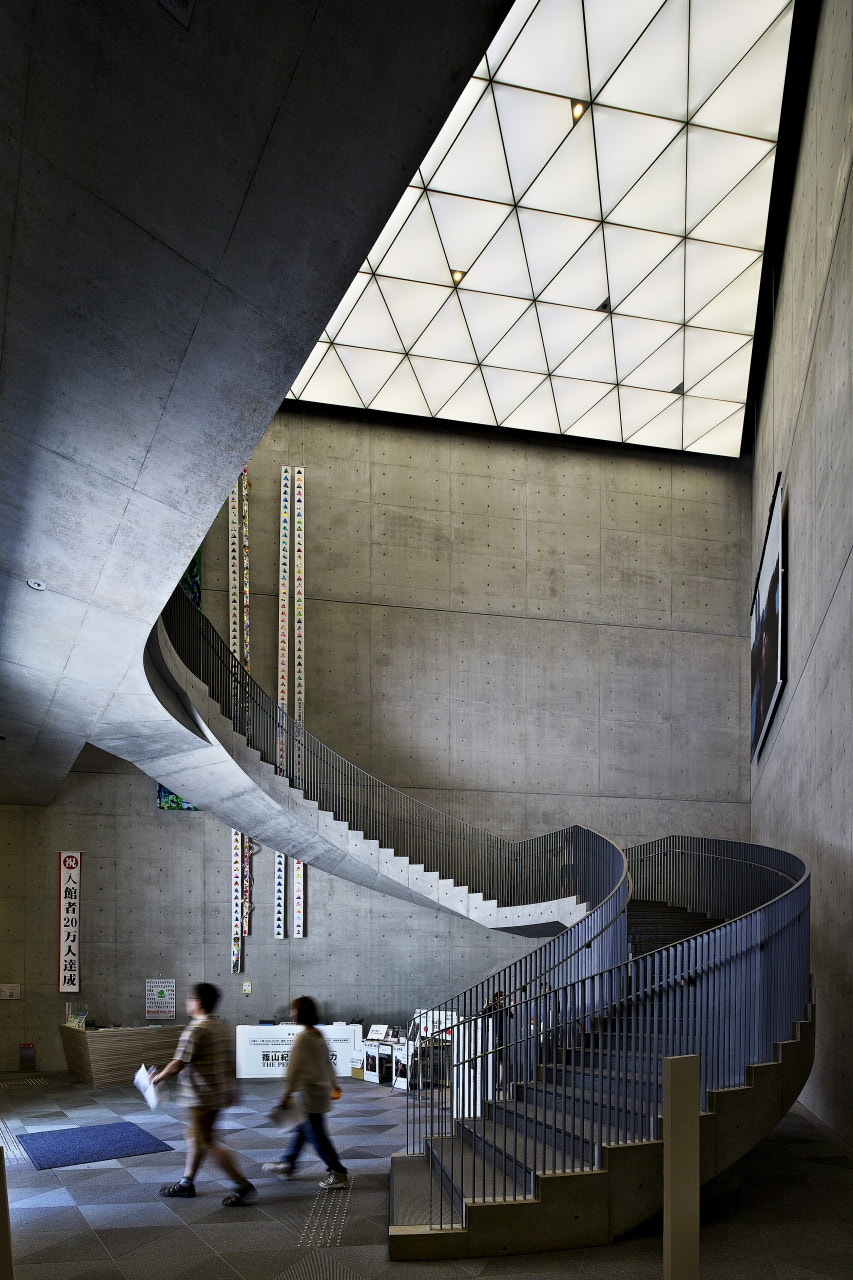
입구 홀의 나선형 계단
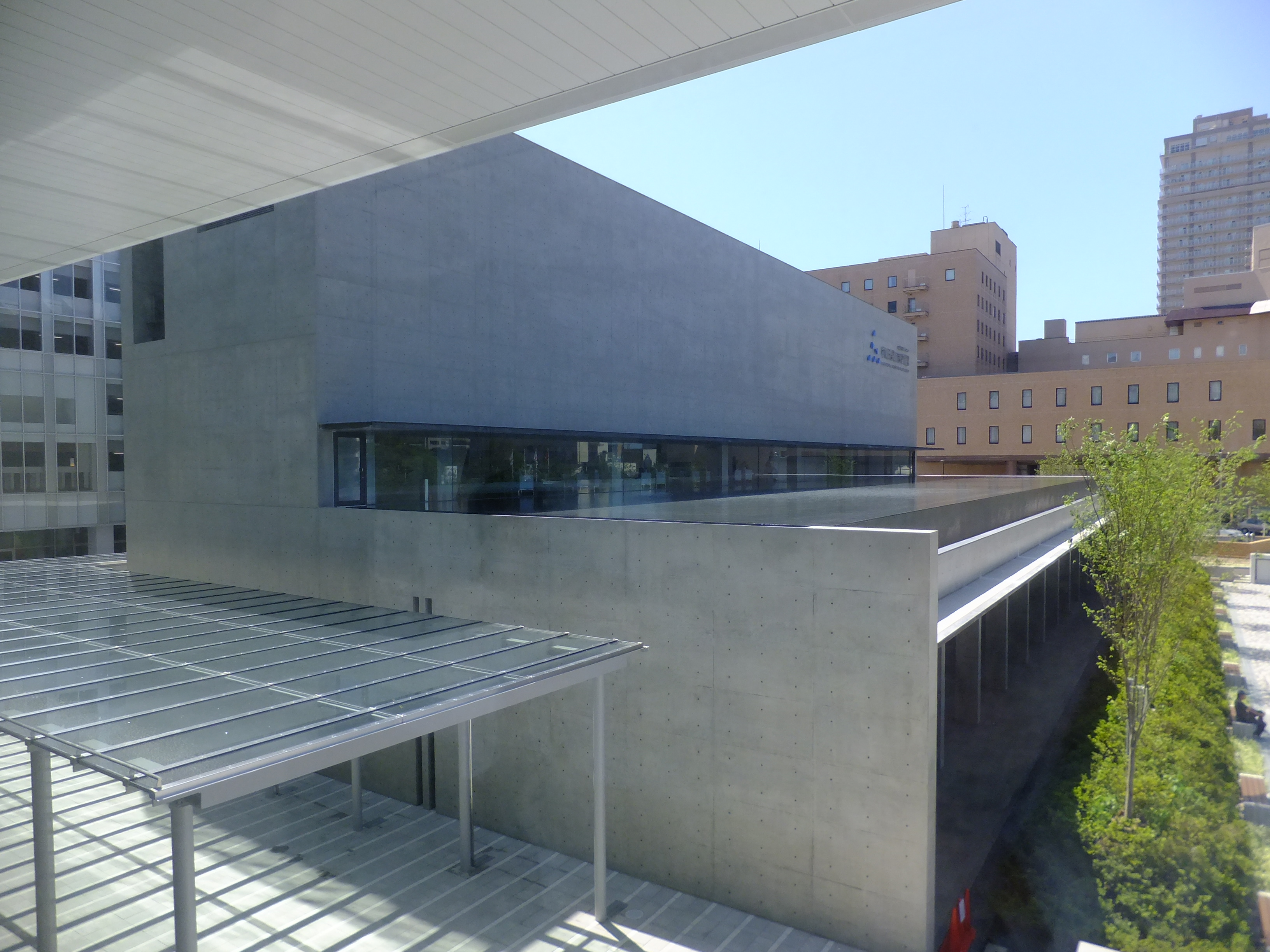
미술관의 수정
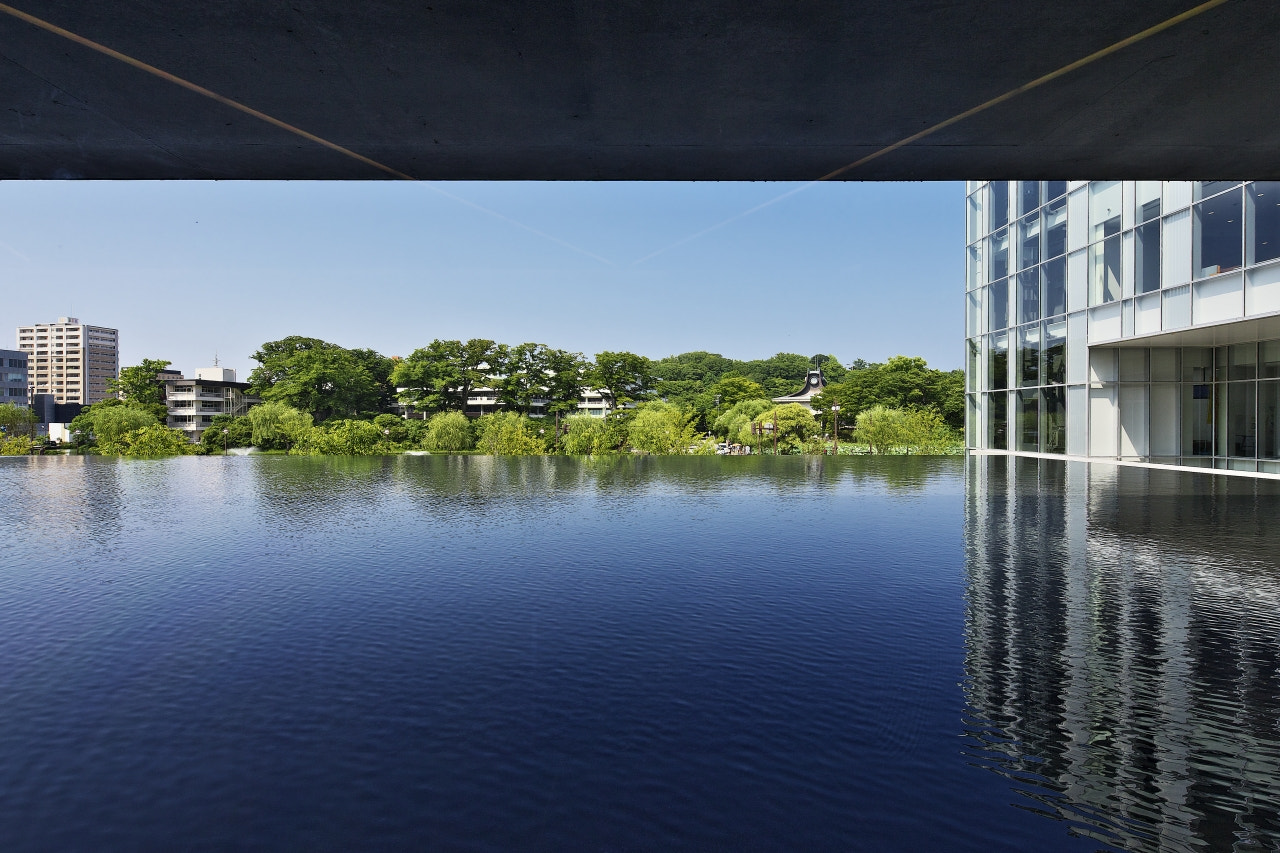
박물관 라운지에서 본 구 미술관